# Cylindrocolea chevalieri
Cylindrocolea chevalieri är en bladmossart som först beskrevs av Franz Stephani, och fick sitt nu gällande namn av Rudolf Mathias Schuster. Cylindrocolea chevalieri ingår i släktet Cylindrocolea och familjen Cephaloziellaceae. Inga underarter finns listade i Catalogue of Life.